# Robert Pirès
Robert Emmanuel Pirès (Reims, Champaña-Ardenas; 29 de octubre de 1973) es un exfutbolista francés que jugaba en la posición de centrocampista. Su último equipo fue el F. C. Goa de la Superliga de India. Fue internacional con la selección francesa entre 1996 y 2004.

## Trayectoria
De padre portugués y madre española su primer equipo fue el FC Metz, club en el que jugó más de 160 partidos en la primera división, y con el que ganó la Copa de liga francesa en el curso 1996-97. Además, alcanzó el subcampeonato liguero en esa misma campaña.
En 1998 ficha por el Olympique Marsella, con el que volvió a ser subcampeón de liga, y llegó a jugar la final de la Copa de la UEFA, que la perdió ante el Parma italiano. En estos años Robert Pirès se perfila como el sucesor de Jean Pierre Papin, dueño y señor de la banda izquierda del Velôdrome años atrás. En estos años, Robert Pirès destaca por su toque de balón, grandísima visión de juego, y un excelente cambio de ritmo que le permite deshacerse de rivales con relativa facilidad.
En el año 2000, fue sondeado por el Real Madrid, con quien se llegó a fotografiar con la camiseta y la Juventus de Turín, pero fue el Arsenal inglés quien se hizo con sus servicios por 6,9 millones de euros. Llegaba a Londres para suplir la salida del neerlandés Marc Overmars, que fichó ese año por el FC Barcelona. Con los gunners ganó dos FA Premier League, tres FA Cup y dos Community Shield, aparte de un subcampeonato de la Liga de Campeones, que la perdió ante el club culé por 2-1. Formó parte de una época gloriosa en Highbury junto con jugadores de la talla de Patrick Vieira, Thierry Henry, Dennis Bergkamp o Fredrik Ljunberg, creando un ataque temible.
En 2006 firmó por el Villarreal sin coste alguno para el club. En su primera temporada en España sufrió una lesión en el ligamento cruzado anterior que le dejó fuera de la competición. Después se fue afianzando en el equipo titular alternando puesto con Matías Fernández, de la mano de los entrenadores Manuel Pellegrini, hasta 2009, Ernesto Valverde y Juan Carlos Garrido en la actualidad, llegando a un histórico subcampeonato de La Liga con el equipo levantino en 2008.
Finalizado su contrato, al término de la temporada 2009-10, el club decidió no renovarlo, quedándose sin equipo. En la temporada 2010-11 comenzó sin equipo pero llegó a un acuerdo con el Aston Villa de Birmingham. En 2014 regresó al fútbol para jugar en el FC Goa de la Superliga de India. Finalmente, el 25 de febrero de 2016 anunció su retiro definitivo.

## Selección nacional
Debutó en 1996 en la selección de fútbol de Francia, con la cual fue internacional en 79 ocasiones, marcando 14 goles. Formó parte de la época dorada de Francia, ganando el Mundial 1998 y la Eurocopa 2000. En estos años, compartió equipo con Youri Djorkaeff, Zinedine Zidane, Laurent Blanc, Bixente Lizarazu, Marcel Desailly, Fabien Barthez, Christophe Dugarry, Patrick Vieira, Didier Deschamps, Emmanuel Petit, Thierry Henry y David Trezeguet, en lo que se conoce como la época dorada de mayor producción de talentos en el fútbol francés, junto con la Francia de Platini de principios de los años 1980.

### Participaciones en Copas del Mundo
| Copa              | Sede    | Resultado | Partidos | Goles |
| ----------------- | ------- | --------- | -------- | ----- |
| Copa Mundial 1998 | Francia | Campeón   | 3        | 0     |

### Participaciones en Copa Confederaciones
| Copa                      | Sede                | Resultado | Partidos | Goles |
| ------------------------- | ------------------- | --------- | -------- | ----- |
| Copa Confederaciones 2001 | Corea del Sur Japón | Campeón   | 5        | 2     |
| Copa Confederaciones 2003 | Francia             | Campeón   | 5        | 3     |

### Participaciones en Eurocopas
| Copa          | Sede                   | Resultado        | Partidos | Goles |
| ------------- | ---------------------- | ---------------- | -------- | ----- |
| Eurocopa 2000 | Bélgica · Países Bajos | Campeón          | 3        | 0     |
| Eurocopa 2004 | Portugal               | Cuartos de final | 4        | 0     |

## Estadísticas

### Clubes
| Club                          | Temporada     | Div.          | Liga  | Liga  | Copas nacionales | Copas nacionales | Torneos internacionales | Torneos internacionales | Total | Total |
| Club                          | Temporada     | Div.          | Part. | Goles | Part.            | Goles            | Part.                   | Goles                   | Part. | Goles |
| ----------------------------- | ------------- | ------------- | ----- | ----- | ---------------- | ---------------- | ----------------------- | ----------------------- | ----- | ----- |
| F. C. Metz Francia            | 1992-93       | 1.ª           | 2     | 0     | 1                | 0                | 0                       | 0                       | 2     | 0     |
| F. C. Metz Francia            | 1993-94       | 1.ª           | 24    | 1     | 5                | 0                | 0                       | 0                       | 28    | 1     |
| F. C. Metz Francia            | 1994-95       | 1.ª           | 34    | 8     | 2                | 1                | 0                       | 0                       | 36    | 9     |
| F. C. Metz Francia            | 1995-96       | 1.ª           | 38    | 11    | 7                | 2                | 0                       | 0                       | 45    | 13    |
| F. C. Metz Francia            | 1996-97       | 1.ª           | 32    | 11    | 3                | 1                | 6                       | 0                       | 41    | 12    |
| F. C. Metz Francia            | 1997-98       | 1.ª           | 31    | 11    | 6                | 2                | 3                       | 0                       | 41    | 13    |
| F. C. Metz Francia            | Total         | Total         | 161   | 42    | 23               | 6                | 9                       | 0                       | 195   | 47    |
| Olympique de Marsella Francia | 1998-99       | 1.ª           | 34    | 6     | 2                | 0                | 11                      | 3                       | 49    | 9     |
| Olympique de Marsella Francia | 1999-00       | 1.ª           | 32    | 2     | 3                | 1                | 11                      | 2                       | 46    | 5     |
| Olympique de Marsella Francia | Total         | Total         | 66    | 8     | 5                | 1                | 22                      | 5                       | 95    | 14    |
| Arsenal F. C. Inglaterra      | 2000-01       | 1.ª           | 33    | 4     | 6                | 3                | 12                      | 1                       | 51    | 8     |
| Arsenal F. C. Inglaterra      | 2001-02       | 1.ª           | 28    | 9     | 5                | 2                | 12                      | 3                       | 47    | 14    |
| Arsenal F. C. Inglaterra      | 2002-03       | 1.ª           | 26    | 14    | 7                | 2                | 9                       | 0                       | 42    | 16    |
| Arsenal F. C. Inglaterra      | 2003-04       | 1.ª           | 36    | 14    | 5                | 1                | 10                      | 4                       | 51    | 19    |
| Arsenal F. C. Inglaterra      | 2004-05       | 1.ª           | 33    | 14    | 6                | 2                | 8                       | 1                       | 48    | 17    |
| Arsenal F. C. Inglaterra      | 2005-06       | 1.ª           | 33    | 7     | 3                | 2                | 12                      | 2                       | 48    | 11    |
| Arsenal F. C. Inglaterra      | Total         | Total         | 189   | 62    | 33               | 12               | 63                      | 13                      | 284   | 84    |
| Villarreal C. F. · España     | 2006-07       | 1.ª           | 11    | 3     | 0                | 0                | 2                       | 0                       | 13    | 3     |
| Villarreal C. F. · España     | 2007-08       | 1.ª           | 34    | 3     | 5                | 1                | 2                       | 0                       | 41    | 4     |
| Villarreal C. F. · España     | 2008-09       | 1.ª           | 32    | 3     | 0                | 0                | 8                       | 1                       | 40    | 4     |
| Villarreal C. F. · España     | 2009-10       | 1.ª           | 28    | 4     | 2                | 1                | 7                       | 2                       | 37    | 7     |
| Villarreal C. F. · España     | Total         | Total         | 105   | 13    | 7                | 2                | 19                      | 3                       | 131   | 18    |
| Aston Villa F. C. Inglaterra  | 2010-11       | 1.ª           | 9     | 0     | 3                | 1                | 0                       | 0                       | 12    | 1     |
| F. C. Goa India               | 2014          | 1.ª           | 8     | 1     | 0                | 0                | 0                       | 0                       | 8     | 1     |
| Total carrera                 | Total carrera | Total carrera | 538   | 126   | 69               | 20               | 113                     | 19                      | 720   | 165   |

## Palmarés

### Títulos nacionales
| Título           | Club          | País       | Año  |
| ---------------- | ------------- | ---------- | ---- |
| Copa de la Liga  | F. C. Metz    | Francia    | 1996 |
| FA Cup           | Arsenal F. C. | Inglaterra | 2002 |
| Premier League   | Arsenal F. C. | Inglaterra | 2002 |
| Community Shield | Arsenal F. C. | Inglaterra | 2002 |
| FA Cup           | Arsenal F. C. | Inglaterra | 2003 |
| Premier League   | Arsenal F. C. | Inglaterra | 2004 |
| Community Shield | Arsenal F. C. | Inglaterra | 2004 |
| FA Cup           | Arsenal F. C. | Inglaterra | 2005 |

### Títulos internacionales
| Título                 | Club                 | Sede                   | Año  |
| ---------------------- | -------------------- | ---------------------- | ---- |
| Copa Mundial de Fútbol | Selección de Francia | Francia                | 1998 |
| Eurocopa               | Selección de Francia | Bélgica · Países Bajos | 2000 |
| Copa Confederaciones   | Selección de Francia | Corea del Sur Japón    | 2001 |
| Copa Confederaciones   | Selección de Francia | Francia                | 2003 |

### Distinciones individuales
| Distinción                                    | Año              |
| --------------------------------------------- | ---------------- |
| Jugador Joven del Año de la Division 1        | 1996             |
| Equipo del Año de la Division 1               | 1998             |
| Balón de Oro de la Copa FIFA Confederaciones  | 2001             |
| Bota de Oro de la Copa FIFA Confederaciones   | 2001             |
| Once de Bronce                                | 2001             |
| Máximo asistente de la Premier League         | 2002             |
| Premio FWA al futbolista del año              | 2002             |
| Premio PFA al Equipo del Año                  | 2002, 2003, 2004 |
| Jugador del mes de la Premier League          | febrero de 2003  |
| FIFA 100                                      | 2004             |
| Équipe type spéciale 20 ans des trophées UNFP | 2011             |

### Condecoraciones
| Distinción                      | Año  |
| ------------------------------- | ---- |
| Caballero de la Legión de Honor | 1998 |

## Vida personal
Robert Pirès tiene ascendencia portuguesa por parte de su padre y también ascendencia española por parte de su madre. Su hijo Theo también es futbolista, y milita en el Peña Deportiva de Santa Eulalia. Pero, dentro de su crecimiento y su proyección, también entrenó con el equipo cadete del Villareal.